# Hartsburg
Hartsburg – wieś w Stanach Zjednoczonych, w stanie Illinois, w hrabstwie Logan.